# André Roberson
André Lee Roberson (Las Cruces, 4 de dezembro de 1991) é um basquetebolista profissional norte-americano que atualmente joga pelo Oklahoma City Thunder na National Basketball Association (NBA). Tem 2,01 m de altura e atua como ala-armador ou ala.
Roberson foi selecionado pelo Minnesota Timberwolves na 26ª posição do draft da NBA de 2013, mas foi imediatamente trocado para o Oklahoma City Thunder.
É conhecido na NBA por seus atributos defensivos, tendo por diversas vezes marcado e anulado grandes jogadores da liga, como LeBron James, Kevin Durant e James Harden.

## Estatísticas na NBA

### Temporada regular
| Ano     | Equipe        | PJ  | PT  | MPP  | %TC  | %3P  | %TL  | RPP | APP | ROB | TPP | PPP |
| ------- | ------------- | --- | --- | ---- | ---- | ---- | ---- | --- | --- | --- | --- | --- |
| 2013-14 | Oklahoma City | 40  | 16  | 10.0 | .485 | .154 | .700 | 2.4 | .4  | .5  | .3  | 1.9 |
| 2014-15 | Oklahoma City | 67  | 65  | 19.2 | .458 | .247 | .479 | 3.8 | 1.0 | .8  | .4  | 3.4 |
| 2015-16 | Oklahoma City | 70  | 70  | 22.2 | .496 | .311 | .611 | 3.6 | .7  | .8  | .6  | 4.8 |
| 2016-17 | Oklahoma City | 79  | 79  | 30.1 | .464 | .245 | .423 | 5.1 | 1.0 | 1.2 | 1.0 | 6.6 |
| 2017-18 | Oklahoma City | 39  | 39  | 26,6 | .537 | .222 | .316 | 4.7 | 1.2 | 1.2 | 0.9 | 5.0 |
| Total   | Total         | 295 | 269 | 22.5 | .482 | .257 | .467 | 4.0 | 0.9 | 0.9 | 0.7 | 4.6 |

### Playoffs
| Ano   | Equipe        | PJ | PT | MPP  | %TC  | %3P  | %TL  | RPP | APP | ROB | TPP | PPP  |
| ----- | ------------- | -- | -- | ---- | ---- | ---- | ---- | --- | --- | --- | --- | ---- |
| 2014  | Oklahoma City | 2  | 0  | 4.5  | .000 | .000 | .000 | 1.0 | .0  | .0  | .0  | .0   |
| 2016  | Oklahoma City | 18 | 18 | 26.2 | .465 | .324 | .400 | 5.6 | .8  | 1.3 | 1.1 | 5.6  |
| 2017  | Oklahoma City | 5  | 5  | 37.0 | .522 | .412 | .143 | 6.2 | 1.8 | 2.4 | 3.4 | 11.6 |
| Total | Total         | 20 | 18 | 24.0 | .449 | .324 | .400 | 5.2 | .7  | 1.2 | 1.0 | 5.0  |